# میرزا ختائی قلعه‌جوقی
میرزا ختائی قلعه‌جوقی سیاست‌مدار ایرانی بود، که در  دوره بیست و یکم  به عنوان نماینده بناب در مجلس شورای ملی حضور داشت.